# Povijest grada Senja
Grad Senj svoju povijest započinje već u vremenu prije nastanka Rimskog Carstva kada se na ovo područje naseljava prvo stanovništo.
Smatra se da su prvi stanovnici na ovom području bili Iliri te da su oni i ujedno bili ti koji su i osnovali ovaj grad.

## Prapovijest i Stari vijek
Arheološki i povijesni podaci za ovo područje nisu brojni. To su uglavnom kameni ulomci ili ulomci nekoliko natpisa.
Prvo narodi koji su se doseli na ova područja spadali su u Ilirsku skupinu naroda. Ti narodi su ujedno bili i osnivači grada Senja, te stoga prvo razdoblje u povijesti grada Senja nazivamo Ilirsko razdoblje.

### Ilirsko razdoblje
Od doba naseljavanja ovoga područja prvo stanovništo koje se doselilo spadalo je u ilirsku skupinu naroda.
Prvi ilirski narodi koji su se ovdje doselili bili su Japodi.
Ovo je područje oduvijek bilo privlačno za život, pa su zato oko Senja i nastala mnogobrojna naselja koja nazivamo gradine.
Gradine su bile na brijegu, pa se lakše moglo pratiti kretanje neprijatelja i njihovo djelovanje.
Ovakvih gradinskih naselja bilo je na cijelom prostoru oko Senja, pa se s pravom može reći da rimsku Seniju nisu naseljavali samo Iliri s gradine Kuk iznad Senije, nego i s cijelog prostora gdje je ovakvih naselja bilo mnogo.
Zbog svog položaja bila je idealno polazišna točka za povezivanje mora s unutrašnjosti.
U IV. st. pr. Kr. ovi japodski krajevi dolaze pod vlast ilirskog plemena Liburna koji su naseljavali područje oko Zadra.
Liburni kao vješti i neustrašivi pomorci bili su gospodari cijele istočne obale Jadrana, pa uključuju ovaj prostor u Liburniju koja je obuhvaćala prostor od rijeke Raše, pa sve do rijeke Krke.
Liburni su potiskivali Japode uz obalni koridor Velebita i tada se počinju širiti prema sjeveru, tako da su ubrzo ovladali cijelim područjem kvarnerskog zaljeva.
Liburni su na ovim prostorima dobro živjeli zahvaljujući povoljnim klimatskim uvjetima, obilju šume i vode, a sam gradinski smještaj štitio ih je od raznih napadača i s kopna i s mora.
Pod Liburnskom vlasti naselja na ovom području ujedinjuje se u jedno naselje koje dobiva naziv Senia. To je ime ilirskog podrijetla koje je kasnije ušlo u latinski jezik, a u današnje vrijeme kad se spomene to ime nitko ni ne sluti da je ilirskog podrijetla već svi misle da je isključivo latinskog zbog toga što su ga preuzeli rimljani od ilira i koristili za ovo naselje iz kojeg se kasnije razvio grad Senj.

### Rimsko razdoblje povijesti
Napad Japoda i Histra na novoosnovanu rimsku koloniju Akvileju u sjevernoj Italiji dovodi do rata između Ilira i Rimljana.
Oko 129. g. pr. Kr. Iliri su poraženi, pa su stoga morali plaćati Rimu danak.
Rimljani iz kolonije Akvileje duboko preko Senije, Gacke i Like prodiru u Ilirsko područje, a Senia postaje polazišna točka u vojnim pohodima Oktavijana Augusta u njegovim vojnim pohodima protiv buntovnih Japoda u zaleđu Senije, tj. u Gackoj i Lici.
U tim pohodima Japodi su teško poraženi, tako da je na njihovom prostoru konačno uspostavljana rimska vlast.
U Seniji i drugim središtima autohtonih ilirskih zajednica započinje snažan proces romanizacije u svim segmentima života.
Romanizaciju predvodi domaća aristokracija.
Rimljani su znali nagraditi lojalne liburnske zajednice, pa su su pojedine zajednice dobile niz povlastica.
Iliri se postepeno romaniziraju, mijenjaju svoj stil života, sele se na more te napuštaju svoja ranija uspostavljena gradinska naselja.
Zajedno s asimiliranim Ilirima Rimljani-Italici počinju izgrađivati nova naselja koja postaju središta romanizacije te političkog, gospodarskog i duhovnog života na ovim prostorima.

## Srednji vijek
Godine 1271. Senj od kralja na upravu dobivaju knezovi Krčki (kasniji Frankopani) koji upravljaju njime do 1469. godine, kada im ga oduzima Matija Korvin te postaje slobodni kraljevski grad.
U 16. stoljeću u Senj se doseljavaju hrvatski plemići Ćolići. Senjski Ćolići u vrelima zabilježeni su kao Chiolich. Već 1585. stekli su patricijat gradski sudac Andrija i brat mu kanonik Antun.

## Vanjske poveznice
- Senj u Hrvatskoj enciklopediji